# Йонагунский язык
Йонагунский язык (ドゥナンムヌイ, дунан мунуи) — язык, относящийся к рюкюской группе японо-рюкюской языковой семьи, на котором говорит народ йонагуни, проживающий на острове Йонагуни южной части префектуры Окинава, к востоку от Тайваня, в Японии.

## О названии
Самоназвание языка — «дунан», «йонагуни» — экзоним. У местных старше 65 лет часто есть «местное имя» (буквально «островное»), ʦima na.

## Лингвогеография
Остров Йонагуни находится всего в 111 км от Тайваня, тогда как от административного центра префектуры Окинава (одноимённого острова) его отделяет более 500 км. До 1945 года между Тайванем и Хонсю имелось регулярное сообщение по морю с остановкой на Йонагуни. По состоянию на 2010-е годы большинство йонагунцев говорит на стандартном японском, у молодёжи обычны японские имена (содержащие звуки, которых нет в йонагунском), дунан находится в уязвимом положении.
Население Йонагуни по состоянию на конец 2021 года — 1670 человек, расселённых по нескольким деревням, крупнейшая из которых — Сонаи (яп. 祖納, дунан ubu-mura) — также была основным местом проведения лингвистических полевых работ, ввиду чего большинство данных о языке относятся к сонайскому диалекту.
Известно три диалекта: сонайский, кубураский в деревне Кубура (kubura) и хигаваский в деревне Хигава/Хинай (ɴdi); отличия между диалектами невелики.

## Письменность
Стандартизированной письменности нет, передача в основном устная. До XIX столетия на островах Яэяма использовалась система логографического письма, кайда, пришедшая в упадок после начала всеобщего обучения японскому.
Кайда позволяла записывать только существительные (и небольшое число глаголов) и не содержала фонетической информации, что, с одной стороны, позволяло читать на Такэтоми текст, написанный на Йонагуни, но с другой — сильно ограничивало спектр возможных письменных сообщений.

## Лингвистическая характеристика

### Фонетика и фонология

#### Гласные
|         | Передние | Средние | Задние |
| ------- | -------- | ------- | ------ |
| Верхние | /i/      |         | /u/    |
| Нижние  |          | /a/     |        |

Система гласных фонем — классическая треугольная; /i/ реализуется как [i~e̝], в конце слова — как [e]; /u/ — как [u~o̝], а также имеет аллофон [ɯ] (после [s]) и [o] (в конце слова). Долгие гласные присутствуют, но не контрастируют с краткими; согласно Такэси Сибате, если слово кончается на N или дифтонг, вторым элементом которого является i, последний слог слова остаётся кратким, в остальных случаях гласный становится долгим; аналогичное правило касается первого слога двусложных слов: если первый слог кончается на N, дифтонг с -i или за ним следует глоттализованный согласный, то он остаётся кратким, а иначе удлиняется. Также всегда долгими являются некоторые частицы, оканчивающие фразу: [doː], [jeː], [juː].
Полугласный /j/ встречается только перед [a], [u], [eː], [oː]; /w/ встречается в кластерах между /p, b, tʰ, d, m, n, kʰ, kˀ, ɡ, h, s/ и /a/. Этимологически японским /j/ и /w/ в дунане соответствуют /d/ и /b/:
- яп. яма — йон. дама («гора»);
- др.-яп. вор- — йон. бур- («ломать»).

#### Согласные
|                       |                       | Губные | Зубные/альвеолярные | Палатальные | Задненёбные | Глоттальные |
| --------------------- | --------------------- | ------ | ------------------- | ----------- | ----------- | ----------- |
| Взрывные              | Звонкие               | /b/    | /d/                 |             | /g/         |             |
| Взрывные              | Глоттализованные      | /pˀ/   | /tˀ/                |             | /kˀ/        |             |
| Взрывные              | Придыхательные        |        | /tʰ/                |             | /kʰ/        |             |
| Аффрикаты             | Аффрикаты             |        | /ʦˀ/                |             |             |             |
| Фрикативы             | Фрикативы             | /ɸ/    | /s/ (/z/)           |             |             | /h/         |
| Носовые               | Носовые               | /m/    |                     |             | /ŋ/         |             |
| Одноударные           | Одноударные           |        | /ɾ/                 |             |             |             |
| Аппроксиманты         | Аппроксиманты         | /w/    |                     | /j/         |             |             |
| Мораический согласный | Мораический согласный | /ɴ/    | /ɴ/                 | /ɴ/         | /ɴ/         | /ɴ/         |

Характерная особенность йонагунского — глоттализованные согласные, образовавшиеся на месте стечений согласных, которые, в свою очередь, появились в результате редукции этимологически присутствовавших в слове гласных:
- др.-яп.: сита — яп. [çi̥ta] — (*sta) — йон. [tˀa]. Глоттализованные непридыхательные согласные противопоставлены неглоттализованным придыхательным согласным в начале слова, в остальных позициях контраста не наблюдается, так как все глухие взрывные и аффрикаты глоттализуются[6].

Перед /j, i/ фонема /ʦˀ/ реализуется как [ʨˀ].
Фонема /z/ имеет маргинальный статус, она встречается всего в нескольких словах, включая zjahi [ʑahi], «сансин», бувально «змеиная кожа», и zjaku [ʑaku], название мелкой рыбки.
Как и в японском, [i] и [j] смягчают стоящие перед ними дорсальные согласные: /si/ [ɕi] .
Фонема /r/ [ɾ] не встречается в начале слова, /g/ в этой позиции крайне редок.
В отличие от японского, /ɴ/ не назализует следующие за ним гласные звуки.

#### Просодия
В дунане имеется музыкальное ударение с тремя или (скорее) четырьмя возможными контурами:
- низкий: /hana/ («цветок»), /tiː/ («рука»);
- падающий: /hatu/ («птица»), /maʦi/ («сосна»);
- средний-повышающийся: /kadi/ («ветер»), /ɴdi/ («ты»);
- высокий: /ki/ («волосы»), /tˀu/ («человек»).

Имеется два основных интонационных контура: утвердительный и вопросительный; вопросительная интонация запрещена на частицах, выражающих намерение (do, ju).

#### Имя
Существительные изменяются по числам и падежам:
- Маркер множественного числа — -ɴta[10]:
- da «дом» — da-ɴta «дома» (дом-PL).
- Маркер именительного падежа либо нулевой (в непереходных глаголах без зависимых слов при передаче фактов с личной оценкой), либо -ŋa[11]:
  - su-ja kadi-Ø kˀ-uɴ di do (сегодня-TOP ветер-NOM дуть-CONC QUOT PART) — «говорят, сегодня будет ветер»
  - suu-ja naɴ-ŋa taga-n sujaa (сегодня-TOP волна-NOM высокий PART) — «сегодня высокие волны»
  - aa maŋu-Ø ku-ɴ! (ах! внук/внучка приходить-CONC) — «ах, моя внучка идёт!»;
  - su maŋu-ŋa s-utaɴ (сегодня внук/внучка-NOM приходить-PAST) — «сегодня моя внучка придёт».
- Винительный падеж немаркирован[12]:
  - tagu tuba tˀu-ja taa ja (воздушный.змей летать. CONC человек-TOP кто Q) — «кто запустил воздушного змея?».
- Родительный падеж имеет либо нулевой маркер (имена, гоноративы, местоимения мн. ч. 1 и 2 лица), либо -ŋa (прочие местоимения), либо -nu (имена и другие существительные)[12]:
  - baa-Ø munu (1PL-GEN вещь) — «наша вещь»
  - u-ŋa (3SG-GEN) — «его»
  - unu agamiti-nu (тот ребёнок-GEN) — «того ребёнка».
- Маркер дательного падежа — -ɴki, оформляющего направление, пациенс в каузативных конструкциях, агенс пассивных предложений и комплемент глагола «становиться»[12]:
  - ɴma-ɴki h-juɴ ga (где-DAT идти-PERF Q) — «куда он/она/они пошли»?
  - kari-ɴki ut-ar-i (он-DAT ударить-PASS-IND) — «[я] был ударен ей».
  - agami-ɴki kag-am-iruɴ (ребёнок-DAT писать-CAUS-CONC) — «я оставила ребёнка писать».
  - kama-nu agami-ja siɴsi-ɴki n-aɴ tuna (три-GEN ребёнок-TOP учитель-DAT становиться-PERF QUOT) — «говорят, ребёнок оттуда стал учителем».
- Маркер инструменталиса — -si[13]:
  - dagaɴ-si baga-si tura-i (чайник-INST кипеть-IND дать-IMP) — «пожалуйста, вскипяти воду в чайнике» (буквально «чайником»).
- Маркер аблатива — -gara[13]:
  - nai-gara-du k-iru (сейчас-ABL-FOC делать-CONC) — «сейчас начну».
- Маркер терминатива — -kuta[13]:
  - ɴkaʦi-ja ʦaba-nu dasiki-kuta naɴ-ŋa s-uta-ɴ di do (~ tuna) (давно-TOP Цаба-GEN жилище-TERM волна-NOM приходить-PAST-ɴ говорят QUOT) — «говорят, давным-давно цунами достало до дома семьи Цаба».
- Маркер локатива — -ni[13]:
  - duʦi-nu da-ni-du bu-ru (друг-GEN дом-LOC-FOC быть-CONC) — «[она] в доме у друга».

#### Числительные
Числительные в дунане родственны исконно-японской системе счёта; в отличие от японского, где начиная с 11 употребляются китайские корни, йонагунские числительные сохраняют исконные корни до 19 включительно.
| Число                            | 1      | 2      | 3     | 4     | 5     | 6     | 7      | 8     | 9        | 10   | 11       | 12       | 13       | 20      | 21          | 22         | 30       |
| Дунан                            | tˀuʦi  | tˀaʦi  | miiʦi | duuʦi | iʦiʦi | muuʦi | nanaʦi | daaʦi | kugunuʦi | tuu  | tuu-tuti | tuu-tati | tuu-miti | niɴ-du  | niɴ-duiti   | niɴ-duni   | saɴ-du   |
| Японский (фонематическая запись) | hitotu | hutatu | mitu  | yotu  | itutu | muutu | nanatu | yattu | kokonotu | d͡ʑuu | d͡ʑuu-iti | d͡ʑuu-ni  | d͡ʑuu-san | ni-d͡ʑuu | ni-d͡ʑuu-iti | ni-d͡ʑuu-ni | san-d͡ʑuu |

#### Местоимение
В йонагунском, как и в японском, местоимения в строгом смысле отсутствуют; как и в некоторых других рюкюских языках, в этом языке всего одно слово для обозначения «я», но имеется две версии слова, обозначающего «мы». Хотя в дунанском присутствует сложная система гоноративов, гоноративных местоимений в нём нет. Некоторые учёные утверждают, что контраст между ba-nu и ba-ɴta описывается как противопоставление эксклюзивного и инклюзивного местоимений, но ba-ɴta не является в полной мере инклюзивным местоимением, так как обозначает говорящего и всех, кто участвует в выполняемом им действии, а не говорящего и слушателя.
|       | Ед. ч. | Мн. ч.       |
| ----- | ------ | ------------ |
| 1 л.  | a-nu   | ba-nu ba-ɴta |
| 2. л. | ɴda    | ɴdi ɴdi-ɴta  |
| 3 л.  | u u-ŋa | uɴtati       |

#### Глагол
Глаголы могут стоять в прошедшем и непрошедшем временах, иметь несовершенный, совершенный и длительный вид. Глаголы обязательно указывают эвиденциальность: прямую, собственный вывод, чужой пересказ.
Формы глагола именуются так же как в японской лингвистике: отрицательная (яп. 未然形), срединная (яп. 連用形), заключительная (яп. 終止形), условная (яп. 仮定形) и предположительная (яп. 推量形). В отличие от японского, предположительная форма никогда не используется для обозначения желания говорящего, только как приглашение к действию. Некоторые носители используют вместо неё вопросительную форму или форму на -ɴdaɴgi.
Имеется две отрицательные формы: [стативная основа] + anuɴ, выражающая субъективное суждение, и [неопределённая основа] + minuɴ, используемая для передачи фактов:
- kaganuɴ — «я не буду писать»;
- madi katiminuɴ — я ещё не написала".

Модальность выражается аналитически: [сослагательная форма + ɴsaru munu «хорошая вещь»] = «вам следует», [сослагательная форма + du + naru] = «вы должны».
Некоторые глаголы, которые в японском относятся к первому спряжению (яп. 五段動詞), имеют две основы (например, с -g- и с -t-, как выше); вторая основа образует неопределённую форму.
|                               |                             | Неправильный           | Типа -ir-u             | Типа -ir-u             | Типа -u                | Производный -u         | Основа на -a           |
| В главных предложениях        | В главных предложениях      | В главных предложениях | В главных предложениях | В главных предложениях | В главных предложениях | В главных предложениях | В главных предложениях |
| ----------------------------- | --------------------------- | ---------------------- | ---------------------- | ---------------------- | ---------------------- | ---------------------- | ---------------------- |
| Непрошедшая форма             | Непрошедшая форма           | iruɴ iru               | kiruɴ kiru             | ugiruɴ ugiru           | kaguɴ kagu             | uguɴ ugu               | saman sama             |
| Повелительная форма           | Повелительная форма         | iri                    | kiri                   | ugiri                  | kagi                   | ugui                   | samai                  |
| Запретительная форма          | Запретительная форма        | iɴna                   | kiɴna                  | ugiɴna                 | kaguɴna                | uguɴna                 | samaɴna                |
| Стативная основа              | Стативная основа            | ira-                   | kira-                  | ugira-                 | kaga-                  | uga-                   | sama-                  |
| Неопределённая форма          | Неопределённая форма        | isi                    | ki                     | ugi                    | kati                   | ugusi                  | samasi                 |
| Соединительная форма          | Соединительная форма        | isiti                  | kiti                   | ugiti                  | katiti                 | ugusiti                | samasiti               |
| Перфектная форма              | Перфектная форма            | isjaɴ isjaru           | kjaɴ kjaru             | uguɴ uguru             | katjaɴ katjaru         | ugusjaɴ ugusjaru       | samasjaɴ samasjaru     |
| Прошедшее время               | Утвердительная форма (CONC) | itaɴ itaru             | kitaɴ kitaru           | ugitaɴ ugitaru         | katitaɴ katitaru       | ugusitaɴ ugusitaru     | samasitan samasitaru   |
| Прошедшее время               | Перфектная форма            | isjataɴ isjataru       | kjataɴ kjataru         | *ugutaɴ *ugutaru       | katjataɴ katjataru     | ugusjataɴ ugusjataru   | samasjataɴ samasjataru |
| В подчинительных предложениях |                             |                        |                        |                        |                        |                        |                        |
| CONC + -ba                    | CONC + -ba                  | iruba                  | kiruba                 | ugiruba                | kaguba                 | ugu(i)ba               | sama(i)ba              |
| CONC + -ja                    | CONC + -ja                  | irja                   | kirja                  | ugirja                 | kagja                  | —                      | —                      |
| Прош. + -ja                   | Прош. + -ja                 | itaja                  | kitaja                 | ugitaja                | katitaja               | ugutaja                | samataja               |
| Перфект + -ja                 | Перфект + -ja               | isjarja                | kjarja                 | ugurja                 | katjarja               | ugusjarja              | samasjarja             |
| Перфект + -ba                 | Перфект + -ba               | isjaruba               | kjaruba                | —                      | katjaruba              | ugusjaruba             | samasjaruba            |
| Перфект прош. + -ja           | Перфект прош. + -ja         | isjataja               | kjataja                | —                      | katjataja              | ugusjataja             | samasjataja            |

В отличие от большинства японо-рюкюских, где используется два глагола-связки, в дунане связка только одна: a- («быть»).
| Утвердительная | Стативная основа | Неопределённая | Соединительная | Прошедшего времени | CONC + -ba | CONC + -ja | Прош. + -ja/ba |
| -------------- | ---------------- | -------------- | -------------- | ------------------ | ---------- | ---------- | -------------- |
| a-ɴ a-ru       | a-ra             | a-i            | a-i-ti         | a-taɴ              | a-ru-ba    | a-r-ja     | a-ta-ja        |

В йонагунском имеется набор инхоактивных суффиксов, означающих начало действия: -tai, -dari, -ʦiʦi, -tati:
- huru-ʦiʦi bu-n (чёрный-INCH быть-CONC) — [оно] почернело.

##### Прилагательное
Прилагательные делятся на описательные (taga-, «высокий») и эмоциональные (sjana-, «счастливый»); отрицательная форма образуется добавлением -minuɴ:
| Основа                       | Основа                      | Утвердительная   | Суждение | Негативная    | Наречная  | Сослагательная           |
| ---------------------------- | --------------------------- | ---------------- | -------- | ------------- | --------- | ------------------------ |
| Описательное прилагательное  | Описательное прилагательное | taga-ɴ taga-ru   | taga-nu  | taga-minuɴ    | taga-gu   | taga-rja taga-ruba       |
| Эмоциональное прилагательное | говорящий                   | sjana-ɴ sjana-ru | sjana-nu | sjana-minuɴ   | *sjana-gu | sjana-rja sjana-ruba     |
| Эмоциональное прилагательное | не говорящий                | sjana kiru(ɴ)    | sjana-nu | sjana kiranuɴ | sjana ki  | sjsns kirja sjana kiruba |

Эмоциональные прилагательные не могут присоединяться к существительным напрямую, их основы не могут служить модификаторами:
- taga-munu «дорогая вещь»;
- *sjana-agami «счастливый ребёнок».
- taga-ru munu (дорогой-CONC вещь);
- nigura-ru tˀu (опасливый-CONC человек);
- *sjana-ru agami (счастливый-CONC ребёнок).

Для описания чувств других людей используется конструкция [основа эмоционального прилагательного] + kir-; при использовании описательного прилагательного в этой конструкции подразуемевается, что описание даёт не описываемый человек:
- unu ki-ja taga-ɴ (this tree-TOP high-CONC) — «это дерево высокое»;
- karii-ja taga k-iruɴ — «она настаивает, что [оно] высокое».

Утвердительная форма отличается от суждения тем, что в первом случае говорящий описывает собственные ощущения, а во втором — своё мнение.

#### Прочее
Маркер темы — -ja, он всегда несёт оттенок выбора или уточнения. Также он не может следовать за вопросительным словом.
- tagu tuba tˀu-ja taa ja (воздушный.змей летать. CONC человек-TOP кто Q) — «кто запустил воздушного змея?».

Частица -ba присоединяется к существительным в именительном падеже и вопросительным словам; в первом случае она выражает модальность, а во втором — выбор из нескольких вариантов или противопоставление:
- ɴda iʦi-ba s-uɴ ga (ты когда-SEL приходить-PERF Q) — «Когда ты пришла?»
- ɴda nuu ki-ba muja-ɴ ga (ты какой дерево-SEL жечь-CONC Q) — «Какое дерево ты сжёг?»

Также она может маркировать нежелательность существительного:
- ʦa-ba pand-i bu-n sujaa (сорняки-SEL расти-IND быть-CONC PART) — «[чёртовы] сорняки растут».

### Синтаксис

#### Именная группа
Существительное как вершина именной группы может принимать зависимые указательные местоимения, числительные, притяжательные фразы, придаточные предложения, прилагательные и предложные группы (с послелогами).

#### Клауза
Подчинительные предложения образуются словами ta «кто» или nu «что» (слов типа «который» нет):
- ɴda abuta-ja ta ja (твой мать-TOP кто Q) — «Кто [из них] твоя мама?»

#### Общая характеристика
Определяемое всегда стоит за определителем; предлоги отсутствуют, есть только послелоги. Предложения, в которых нет ни глаголов ни прилагательных, всегда выражают нечто, что говорящий видит или чувствует.
Ввиду того, что маркирование эвиденциальности в дунане обязательно, структуру предложения рационально представлять не как SOV, а как «тема — актор/объект — глагол»:
- anu dii kag-uɴ ≠ a-ŋa dii kag-uɴ
- я буква писать ≠ я-NOM буква писать
- тема — объект — глагол ≠ не-тема — объект — глагол
- «Я пишу буквы» ≠ «Я пишу буквы».

При добавлении частицы -ja к актору:
- anu-ja dii kag-uɴ ≠ a-ŋa-ja dii kag-uɴ
- я-TOP буква писать ≠ I-NOM-TOP буква писать
- «Я буду писать буквы» ≠ «Я напишу буквы [а остальные не напишут]»

При добавлении той же частицы к объекту:
- *dii-ja anu kag-uɴ ≠ dii-ja a-ŋa kag-uɴ
- Второе означает «Буквы [что касается их, то] я напишу».
- Первое предложение может быть ответом на kari-ja kag-anuɴ do «Он не будет писать», но не может начинать дискуссию.

Помимо этого, в дунане есть частица фокуса -du, которая не может встречаться вместе с -ja, но может стоять после частицы выбора -ba.
Вопросительные предложения образуются при помощи вопросительных местоимений nu/nuu-nu «что» (ед. и мн. ч.), ta/taa-ta «кто» (ед. и мн. ч.).
Йонагунская система оканчивающих предложение частиц включает na/nai (общий вопрос), ga/ja (частный вопрос), kaja (вопрос с сомнением), sa (разделительный вопрос), joo — смягчение повелительного предложения, do (заявление) и другие.

##### Вежливость
Глаголы не имеют вежливых форм, однако у некоторых из них есть вежливый синоним:
- b-un «быть», hir-un «идти», k-un «приходить» → war-uɴ;
- h-uɴ «есть, кушать» → uja-ɴ;
- ɴnir-uɴ «умирать» → mais-uɴ;

### Лексика
Язык богат терминами родства. Как и в некоторых других идиомах архипелага Яэяма, в йонагунском есть слова, обозначающие группы родственников, не обязательно живущих вместе; в них используется слово ja, означающее дом, которое обычно звучит как da и соответствует японскому «дом, семья» (яп. 家 я):
- baja — «наша семья»;
- ɴdja — «ваша семья»;
- *a-ŋa-ja — «моя семья» — недопустимо даже в речи холостяка.